# Percy Liza
Carlos Percy Liza Espinoza, noto semplicemente come Percy Liza (Chimbote, 10 maggio 2000), è un calciatore peruviano, attaccante del Carlos A. Mannucci e della nazionale peruviana.

## Carriera tecniche
È un centravanti.

## Carriera

### Nazionale
Esordisce in nazionale il 20 novembre 2022, in occasione dell'amichevole vinta 1-0 contro la Bolivia.

## Statistiche
Statistiche aggiornate al 21 agosto 2022.

### Presenze e reti nei club
| Stagione        | Squadra          | Campionato      | Campionato | Campionato | Coppe nazionali | Coppe nazionali | Coppe nazionali | Coppe continentali | Coppe continentali | Coppe continentali | Altre coppe | Altre coppe | Altre coppe | Totale | Totale | Totale |
| Stagione        | Squadra          | Comp            | Pres       | Reti       | Comp            | Pres            | Reti            | Comp               | Pres               | Reti               | Comp        | Pres        | Reti        | Pres   | Reti   |        |
| --------------- | ---------------- | --------------- | ---------- | ---------- | --------------- | --------------- | --------------- | ------------------ | ------------------ | ------------------ | ----------- | ----------- | ----------- | ------ | ------ | ------ |
| 2019            | Sporting Cristal | L1              | 2          | 0          |                 | -               | -               | CS                 | 1                  | 0                  |             | -           | -           | 3      | 0      |        |
| 2020            | Sporting Cristal | L1              | 8          | 2          |                 | -               | -               |                    | -                  | -                  |             | -           | -           | 8      | 2      |        |
| 2021            | Sporting Cristal | L1              | 23         | 6          | CB              | 3               | 2               | CL+CS              | 5                  | 0                  |             | -           | -           | 31     | 8      |        |
| 2022            | Sporting Cristal | L1              | 18         | 4          |                 |                 |                 | CL                 | 5                  | 1                  |             |             |             | 23     | 5      |        |
| Totale carriera | Totale carriera  | Totale carriera | 51         | 12         |                 | 3               | 2               |                    | 11                 | 1                  |             | -           | -           | 65     | 15     |        |

### Cronologia presenze e reti in nazionale
| Cronologia completa delle presenze e delle reti in nazionale ― Perù | Cronologia completa delle presenze e delle reti in nazionale ― Perù | Cronologia completa delle presenze e delle reti in nazionale ― Perù | Cronologia completa delle presenze e delle reti in nazionale ― Perù | Cronologia completa delle presenze e delle reti in nazionale ― Perù | Cronologia completa delle presenze e delle reti in nazionale ― Perù | Cronologia completa delle presenze e delle reti in nazionale ― Perù | Cronologia completa delle presenze e delle reti in nazionale ― Perù |
| Data                                                                | Città                                                               | In casa                                                             | Risultato                                                           | Ospiti                                                              | Competizione                                                        | Reti                                                                | Note                                                                |
| ------------------------------------------------------------------- | ------------------------------------------------------------------- | ------------------------------------------------------------------- | ------------------------------------------------------------------- | ------------------------------------------------------------------- | ------------------------------------------------------------------- | ------------------------------------------------------------------- | ------------------------------------------------------------------- |
| 20-11-2022                                                          | Arequipa                                                            | Perù                                                                | 1 – 0                                                               | Bolivia                                                             | Amichevole                                                          | -                                                                   | 46’ 77’                                                             |
| 28-3-2023                                                           | Madrid                                                              | Marocco                                                             | 0 – 0                                                               | Perù                                                                | Amichevole                                                          | -                                                                   | 90’                                                                 |
| Totale                                                              |                                                                     | Presenze                                                            | 2                                                                   |                                                                     | Reti                                                                | 0                                                                   |                                                                     |

## Palmarès

### Club

#### Competizioni nazionali
- Campionato peruviano: 1

Sporting Cristal: 2020
- Copa Bicentenario: 1

Sporting Cristal: 2021